# Тамо далеко (филм)
Тамо далеко (енгл. Far and Away) је филмска драма из 1992. године.

## Радња
1892. године Џозефу Донелију, младом Ирцу, одузели су му земљу након очеве смрти. Увређен, Џозеф одлучује да се освети свом станодавцу Данијелу Кристију. Али уместо да убије Кристија, он сам бива рањен и изазван на дуел од стране Кристиног арогантног менаџера, Стивена Чејса. У међувремену, Шенон, ћерка Данијела Кристија, почиње да се засити традиционалних погледа њених родитеља на модерну генерацију. Она планира да оде у Америку, а уз њену помоћ Џозеф успева да избегне дуел. Он се вози са њом.
По доласку у Бостон, Шенон је опљачкана све своје драгоцености. Џозеф мора да преузме старатељство над њом, јер она не може ништа да уради. Обојица добијају посао и почињу да штеде новац. Џозеф постаје боксер у локалном клубу, а Шенон почиње да ради у фабрици за прераду пилића. Касније се запошљава као плесачица у клубу.
Све иде добро док Џозеф не изгуби меч са великим новцем у игри. Због тога им се одузима сав новац који су успели да одложе, а сами бивају отерани на улицу, на хладноћу. Морају да лутају у потрази за послом и храном. Очајни, пењу се у нечију кућу, и, ухваћени од власника, беже. Власник куће пуца на њих и рани Шенона.
У међувремену, Шеноновим родитељима, суоченим са устанком у Ирској, одузимају сву имовину. Без дома и ничега другог да их спутава, одлучују да оду у Америку у потрагу за својом ћерком. Чејс, придруживши им се, организује опсежну потрагу. Али ово не доноси резултате. Сам Џозеф им доводи рањену Шенону и одлази са бригадом градитеља железнице на запад.
Много месеци касније, Џозеф сања свог оца и подсећа га да је желео своју земљу. Пробудивши се, Џозеф одлучује да се придружи возу досељеника који одлазе у земље Оклахоме да учествују у Великој трци за земљу 1893.
Тамо поново среће Шенон. Она и њена породица такође учествују у трци. Сазнаје да ће се он и Чејс венчати. Током трке, Чејс покушава да спречи Џозефа. И Јосиф удари главом о камен. Шенон каже Чејсу да не жели да га види и јури до онесвешћеног Џозефа, говорећи му да јој не треба земља без њега. Будећи се, Џозеф и Шенон забијају заставу у земљу, обележавајући своју парцелу.

## Улоге
| Глумац         | Улога          |
| -------------- | -------------- |
| Том Круз       | Џозеф Донели   |
| Никол Кидман   | Шенон Кристи   |
| Томас Гибсон   | Стивен Чејс    |
| Роберт Проски  | Данијел Кристи |
| Барбара Бабкок | Нора Кристи    |
| Сирил Кјузак   | Данти Даф      |
| Ајлин Полок    | Моли Кеј       |
| Колм Мини      | Кели           |
| Даглас Гилисон | Дермоди        |
| Мишел Џонсон   | Грејс          |
| Вејн Грејс     | Бурк           |
| Нил Тојбин     | Џон            |
| Бари Макгаверн | Макгвајер      |
| Гари Ли Дејвис | Гордон         |
| Џаред Харис    | Педи           |
| Брендан Глисон | полицајац      |

## Зарада
- Зарада у САД - 58.883.840 $
- Зарада у иностранству - 78.900.000 $
- Зарада у свету - 137.783.840 $